# Arrondissement Évry
Arrondissement Évry (fr. Arrondissement de Évry) je správní územní jednotka ležící v departementu Essonne a regionu Île-de-France ve Francii. Člení se dále na 17 kantonů a 52 obcí. Jeho chef-lieu je město Évry.

## Kantony
- Brunoy
- Corbeil-Essonnes-Est
- Corbeil-Essonnes-Ouest
- Draveil
- Épinay-sous-Sénart
- Évry-Nord
- Évry-Sud
- Grigny
- Mennecy
- Milly-la-Forêt
- Montgeron
- Morsang-sur-Orge
- Ris-Orangis
- Saint-Germain-lès-Corbeil
- Vigneux-sur-Seine
- Viry-Châtillon
- Yerres